# Associazione Calcio Riunite Messina 1954-1955
Questa pagina raccoglie i dati riguardanti l'Associazione Calcio Riunite Messina nelle competizioni ufficiali della stagione 1954-1955.

## Stagione
Nella stagione 1954-1955 il Messina ha disputato il campionato di Serie B, un torneo a 18 squadre, che prevedeva due promozioni e due retrocessioni, con 36 punti in classifica si è piazzato in settima posizione. Il torneo cadetto è stato vinto con 50 punti dal Lanerossi Vicenza che è stato promosso in Serie A con il Padova giunto secondo con 42 punti. Sono retrocesse in Serie C il Treviso ed il Pavia.
Per la stagione 1954-1955 arriva sulla sponda messinese dello stretto l'allenatore Manlio Bacigalupo, fratello di Valerio Bacigalupo il portiere del grande Torino, anche lui portiere della nazionale quando difendeva la porta del Genoa. A rinforzare la squadra arrivano dal Marzotto Valdagno Mario Remonti e Giacomo Grisa, dal Venezia il centrocampista Franco Viviani, dal Prato l'ala Oberdan Orlandi e l'interno Andreino Repetti dal Lecce. Dopo la tribolata salvezza della scorsa stagione, con questi inserimenti i giallorossi disputano un discreto torneo cadetto, ottenendo un onorevole settimo posto finale. Con nove reti Adelchi Brach è stato il miglior marcatore stagionale messinese.

## Rosa
| N. |                   | Ruolo | Calciatore             |
| -- | ----------------- | ----- | ---------------------- |
|    | Italia (bandiera) | D     | Salvatore Arena        |
|    | Italia (bandiera) | D     | Renato Avellani        |
|    | Italia (bandiera) | C     | Adelchi Brach          |
|    | Italia (bandiera) | C     | Giuseppe Cardano       |
|    | Italia (bandiera) | D     | Renato Cardillo        |
|    | Italia (bandiera) | A     | Giuseppe Catalano      |
|    | Italia (bandiera) | P     | Carlo Ciancio          |
|    | Italia (bandiera) | C     | Antonio Colomban       |
|    | Italia (bandiera) | A     | Giovan Battista Fabbri |
|    | Italia (bandiera) | A     | Luigi Ferraris         |
|    | Italia (bandiera) | C     | Letterio Fusco         |
|    | Italia (bandiera) | C     | Sergio Geminiani       |
|    | Italia (bandiera) | C     | Alberto Granei         |
|    | Italia (bandiera) | D     | Edy Gratton            |

| N. |                   | Ruolo | Calciatore         |
| -- | ----------------- | ----- | ------------------ |
|    | Italia (bandiera) | A     | Giacomo Grisa      |
|    | Italia (bandiera) | C     | Ilvo Nadali        |
|    | Italia (bandiera) | A     | Filippo Nicoletti  |
|    | Italia (bandiera) | A     | Oberdan Orlandi    |
|    | Italia (bandiera) | A     | Sergio Quoiani     |
|    | Italia (bandiera) | D     | Edmondo Regalino   |
|    | Italia (bandiera) | C     | Mario Remonti      |
|    | Italia (bandiera) | C     | Andreino Repetti   |
|    | Italia (bandiera) | P     | Giuseppe Salerno   |
|    | Italia (bandiera) | C     | Roberto Trifiletti |
|    | Italia (bandiera) | P     | Lorenzo Vellutini  |
|    | Italia (bandiera) | C     | Franco Viviani     |
|    | Italia (bandiera) | D     | Fulvio Zonch       |

## Risultati

### Campionato

#### Girone di andata
| Arbitro: | Grandville (Roma) |

|                         |           |           |
| Brach 25’ Nicoletti 49’ | Marcatori | 54’ Testa |

| Arbitro: | Marangio (Roma) |

|            |           |  |
| Fabbri 85’ | Marcatori |  |

| Arbitro: | Grillo (Napoli) |

|                            |           |                   |
| Cuoghi 10’ Veglianetti 12’ | Marcatori | 57’ (rig.) Fabbri |

| Arbitro: | Agnolin (Bassano del Grappa) |

|                            |           |               |
| Fraschini 41’ Vergnani 85’ | Marcatori | 66’ Nicoletti |

| Arbitro: | Grandville (Roma) |

|                          |           |                                    |
| Brach 13’, 47’ Grisa 20’ | Marcatori | 19’, 44’ Caprile 85’ (aut.) Fabbri |

| Arbitro: | Corallo (Lecce) |

|             |           |  |
| Remonti 82’ | Marcatori |  |

| Arbitro: | Coppa (Como) |

|                                          |           |           |
| Stivanello 14’ Zorzin 45’ Bonistalli 74’ | Marcatori | 85’ Grisa |

| Arbitro: | Ferrari (Milano) |

|          |           |             |
| Erba 81’ | Marcatori | 18’ Orlandi |

| Arbitro: | Adami (Roma) |

|             |           |                          |
| Orlandi 13’ | Marcatori | 37’ Avallone 79’ Pastore |

| Arbitro: | Lo Bello (Siracusa) |

|            |           |           |
| Pomati 36’ | Marcatori | 86’ Brach |

| Arbitro: | Grillo (Napoli) |

|                          |           |                        |
| Colomban 37’ Remonti 43’ | Marcatori | 2’ Dozzo 60’ Paulinich |

| Arbitro: | Menchini (Udine) |

|           |           |              |
| Marra 72’ | Marcatori | 81’ Colomban |

| Como 26 dicembre 1954 13ª giornata | Como         | 0 – 0 | Messina | Stadio Giuseppe Sinigaglia\| Arbitro: \| Adami (Roma) \| |
| Arbitro:                           | Adami (Roma) |       |         |                                                          |

| Arbitro: | Alterio (Roma) |

|            |           |  |
| Fabbri 65’ | Marcatori |  |

| Arbitro: | Moriconi (Roma) |

|                       |           |  |
| Grisa 74’ Quoiani 83’ | Marcatori |  |

| Arbitro: | Arpaia (Roma) |

|  |           |             |
|  | Marcatori | 90’ Quoiani |

| Arbitro: | Scaramella (Roma) |

|             |           |             |
| Remonti 52’ | Marcatori | 60’ Robotti |

#### Girone di ritorno
| Arbitro: | Bonetto (Torino) |

|                                       |           |           |
| Campana 22’ Motta 31’ Vicini 73’, 80’ | Marcatori | 69’ Brach |

| Arbitro: | Adami (Roma) |

|            |           |             |
| Forlani 4’ | Marcatori | 36’ Quoiani |

| Arbitro: | Marchese (Napoli) |

|              |           |              |
| Colomban 17’ | Marcatori | 88’ Castaldi |

| Arbitro: | Arpaia (Roma) |

|                            |           |  |
| Repetti 34’ Brach 88’, 90’ | Marcatori |  |

| Arbitro: | Grandville (Roma) |

|                         |           |                  |
| Caprile 11’ Rebizzi 62’ | Marcatori | 69’, 85’ Repetti |

| Arbitro: | Ferrari (Milano) |

|                       |           |              |
| Scaramuzzi 57’ (rig.) | Marcatori | 32’ Colomban |

| Arbitro: | Griggi (Brescia) |

|                     |           |  |
| Brach 65’ Grisa 73’ | Marcatori |  |

| Arbitro: | Mori (Cremona) |

|                   |           |                          |
| Fabbri 66’ (rig.) | Marcatori | 49’ Vycpálek 61’ Fontana |

| Arbitro: | Menchini (Udine) |

|                               |           |                              |
| Fanin 32’ Ghersetich 50’, 69’ | Marcatori | 30’ Quoiani 31’, 66’ Orlandi |

| Arbitro: | Perego (Milano) |

|               |           |               |
| Geminiani 86’ | Marcatori | 69’ Carradori |

| Arbitro: | Grignani (Milano) |

|  |           |                         |
|  | Marcatori | 23’ Quoiani 68’ Remonti |

| Arbitro: | Grillo (Napoli) |

|            |           |  |
| Quoiani 3’ | Marcatori |  |

| Arbitro: | Moriconi (Roma) |

|                       |           |             |
| Brach 37’ Remonti 62’ | Marcatori | 90’ Santoni |

| Arbitro: | Rigato (Mestre) |

|                      |           |             |
| Bertoni III 13’, 25’ | Marcatori | 60’ Quoiani |

| Arbitro: | Campanati (Milano) |

|                                   |           |             |
| De Prati 3’ Mosca 7’ Biagioli 25’ | Marcatori | 67’ Remonti |

| Arbitro: | Marchese (Napoli) |

|                           |           |                           |
| Nicoletti 18’ Viviani 39’ | Marcatori | 48’ Bertoli 90’ Torriglia |

| Arbitro: | Bartolomei (Roma) |

|             |           |  |
| Ponzoni 16’ | Marcatori |  |

## Statistiche

### Statistiche di squadra
| Competizione | Punti | In casa | In casa | In casa | In casa | In casa | In casa | In trasferta | In trasferta | In trasferta | In trasferta | In trasferta | In trasferta | Totale | Totale | Totale | Totale | Totale | Totale | DR |
| Competizione | Punti | G       | V       | N       | P       | Gf      | Gs      | G            | V            | N            | P            | Gf           | Gs           | G      | V      | N      | P      | Gf     | Gs     | DR |
| ------------ | ----- | ------- | ------- | ------- | ------- | ------- | ------- | ------------ | ------------ | ------------ | ------------ | ------------ | ------------ | ------ | ------ | ------ | ------ | ------ | ------ | -- |
| Serie B      | 36    | 17      | 9       | 6       | 2       | 27      | 16      | 17           | 2            | 8            | 7            | 19           | 27           | 34     | 11     | 14     | 9      | 46     | 43     | +3 |

### Statistiche dei giocatori
| Giocatore    | Serie B  | Serie B |
| Giocatore    | Presenze | Reti    |
| ------------ | -------- | ------- |
| R. Avellani  | 25       | 0       |
| A. Brach     | 31       | 9       |
| G. Cardano   | 34       | 0       |
| C. Ciancio   | 1        | -1      |
| A. Colomban  | 21       | 4       |
| G.B Fabbri   | 26       | 4       |
| S. Geminiani | 26       | 1       |
| E. Gratton   | 25       | 0       |
| G. Grisa     | 28       | 4       |
| F. Nicoletti | 7        | 3       |
| O. Orlandi   | 25       | 4       |
| S. Quoiani   | 19       | 7       |
| E. Regalino  | 9        | 0       |
| M. Remonti   | 27       | 6       |
| A. Repetti   | 27       | 3       |
| G. Salerno   | 6        | -9      |
| L. Vellutini | 27       | -33     |
| F. Viviani   | 5        | 1       |
| F. Zonch     | 5        | 0       |